# Mafia (Insel)
Mafia ist eine tansanische Insel, die östlich des Rufiji-Flussdeltas vor der ostafrikanischen Küste im Indischen Ozean liegt.

## Geographie
Mafia mit ihren Nebeninseln ist die südlichste Inselgruppe des Sansibar-Archipels, bildet jedoch administrativ einen der sechs Distrikte der Verwaltungsregion Pwani auf dem Festland. Mafia hat eine Fläche von 518 km². Die Hauptinsel allein misst 435 km². Die Insel ist aufgrund ihrer geschützten Lage, der vielen kleinen Inseln und des Korallenriffs ein Paradies für Taucher und Schnorchler.
Zum Zeitpunkt der Volkszählung 2002 betrug die Einwohnerzahl 40.801, davon 11.751 Einwohner in der Hauptstadt Kilindoni im Südwesten der Insel. Die drei größten Nebeninseln sind Juani (17,12 km²), Jibondo (3 km²) und Chole (3 km², 800 Einwohner) mit insgesamt 3.405 Einwohnern. Die gehobene Koralleninsel ist mit einer maximalen Höhe von 53 Metern relativ flach.
Im Süden und Osten der Insel liegt der Mafia Marine Park, der auch die dort vorgelagerten Inseln und Riffe umfasst. 45 Kilometer südlich von Mafia liegt der Archipel um die Insel Songo Songo, zu dem auch bereits die nur 20 Kilometer südlich und damit näher zu Mafia gelegene kleine Insel Okuza Island gerechnet wird.

## Tierwelt
Der 17 km breite Mafia-Kanal, der die Insel vom Festland trennt, gehört zum Verbreitungsgebiet der Gabelschwanzseekühe (Dugongs), an der Ostküste legen Meeresschildkröten ihre Eier ab. In den Korallenriffen rund um die Insel sind Königsfische, Speerfische, Bastardmakrelen, Fächerfische und der Große Felsendorsch zu finden.

## Tourismus

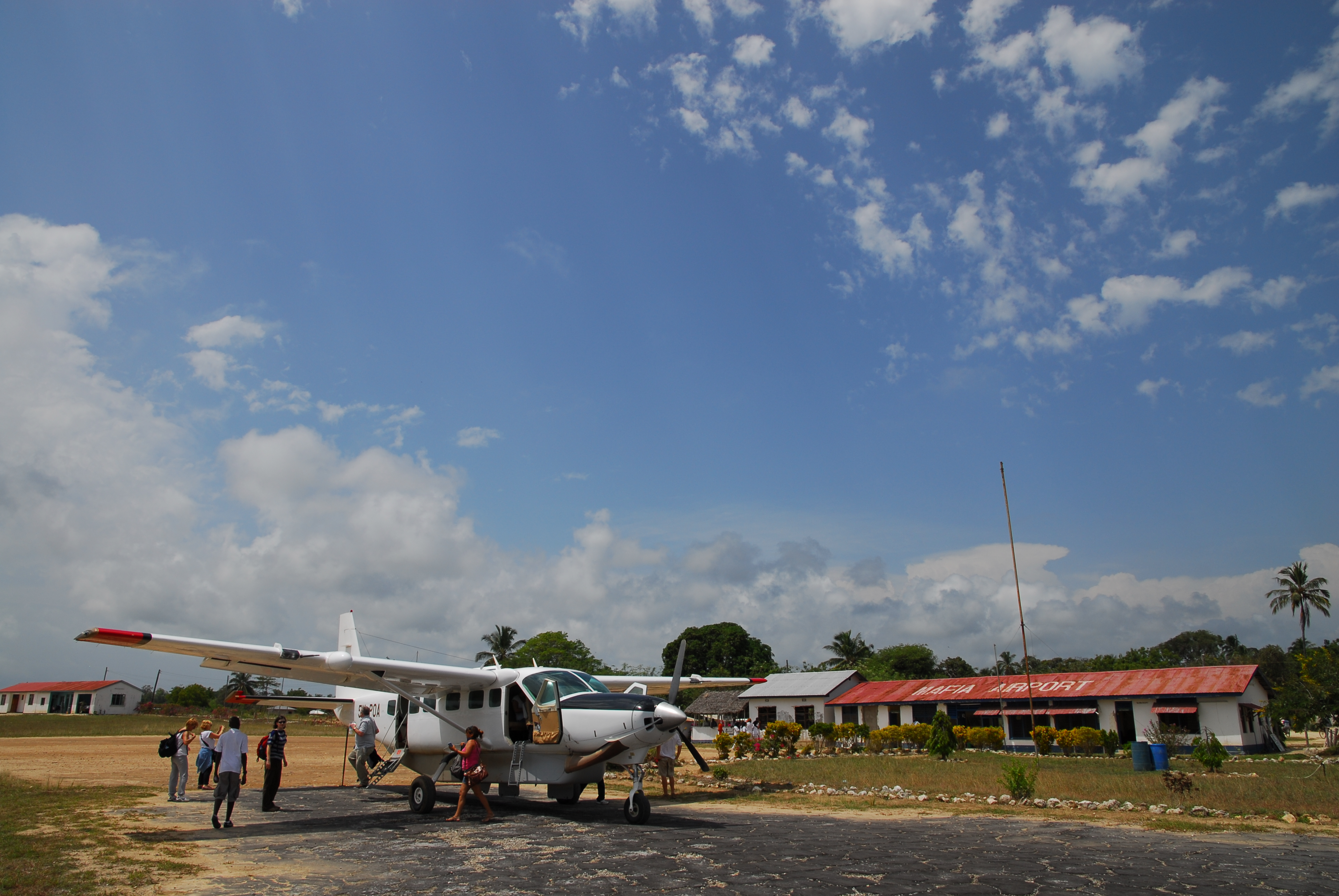
Mafia Airport in Kilindoni

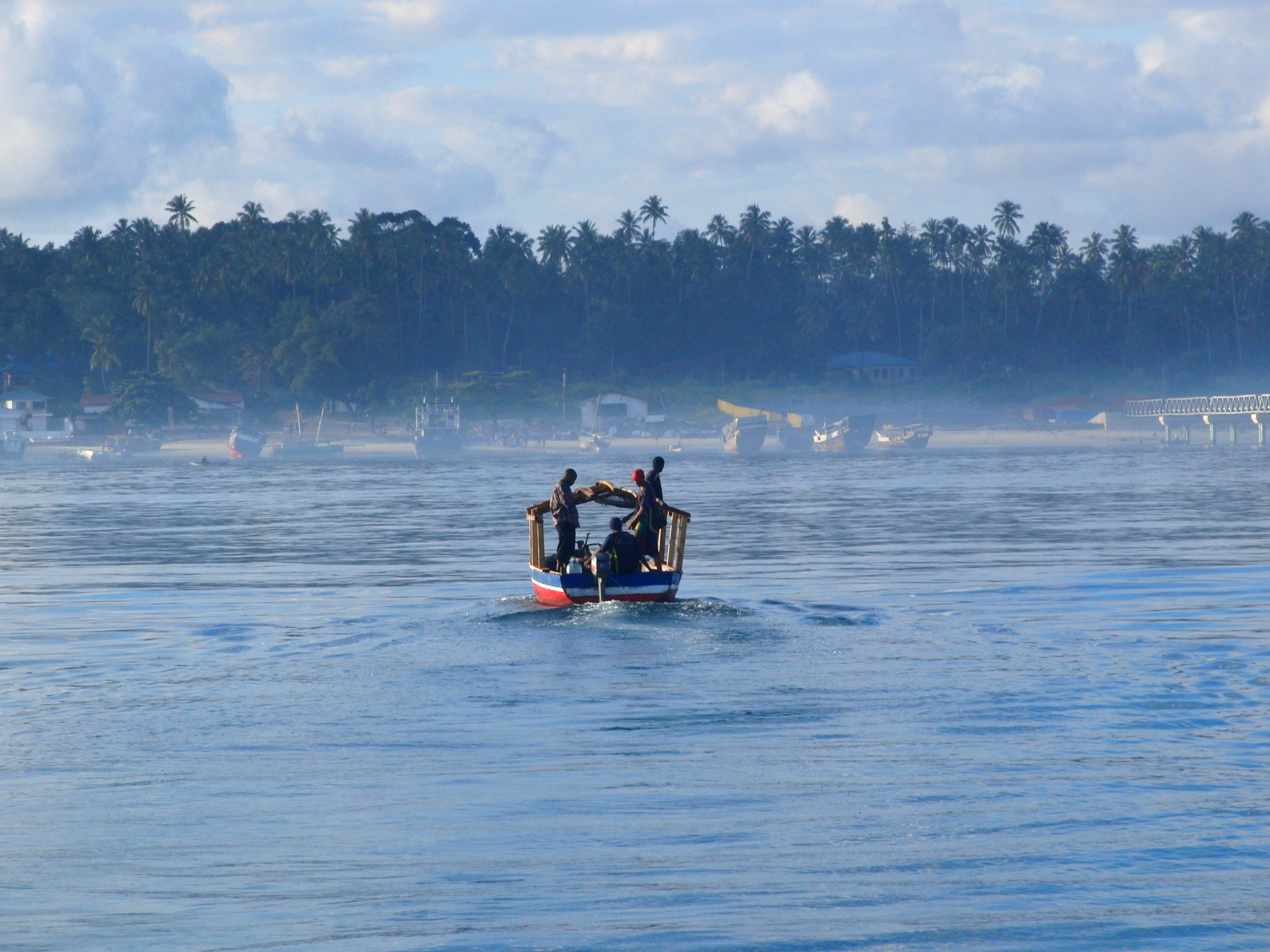
Hafen von Mafia am frühen Morgen

Die Insel ist per Flugzeug von Daressalam erreichbar, und täglich verkehrt eine Fähre von Nyamisati. Zudem verkehren unregelmäßig hölzerne Daus. Im südöstlichen Teil der Insel befindet sich der Mafia Island Marine Park. Im Meer finden sich neben den „normalen“ Riffbewohnern auch Walhaie, Meeresschildkröten und Buckelwale. Auf der kleinen vorgelagerten Insel Chole kann man Flughunde in Kolonien zu Hunderten von Tieren beobachten. Eine weitere Attraktion sind die Ruinen der ehemaligen Stadt Kua auf der Mafia vorgelagerten Insel Juani. 
Die Insel hat Flugverbindungen sowie Fährverbindungen zum Terminal in Dar es Salaam.

## Geschichte
Die ältesten archäologischen Funde belegen bereits für das 8. Jahrhundert Handelsbeziehungen zwischen Mafia und den umliegenden Gebieten (Madagaskar, Mosambik, Arabische Halbinsel).

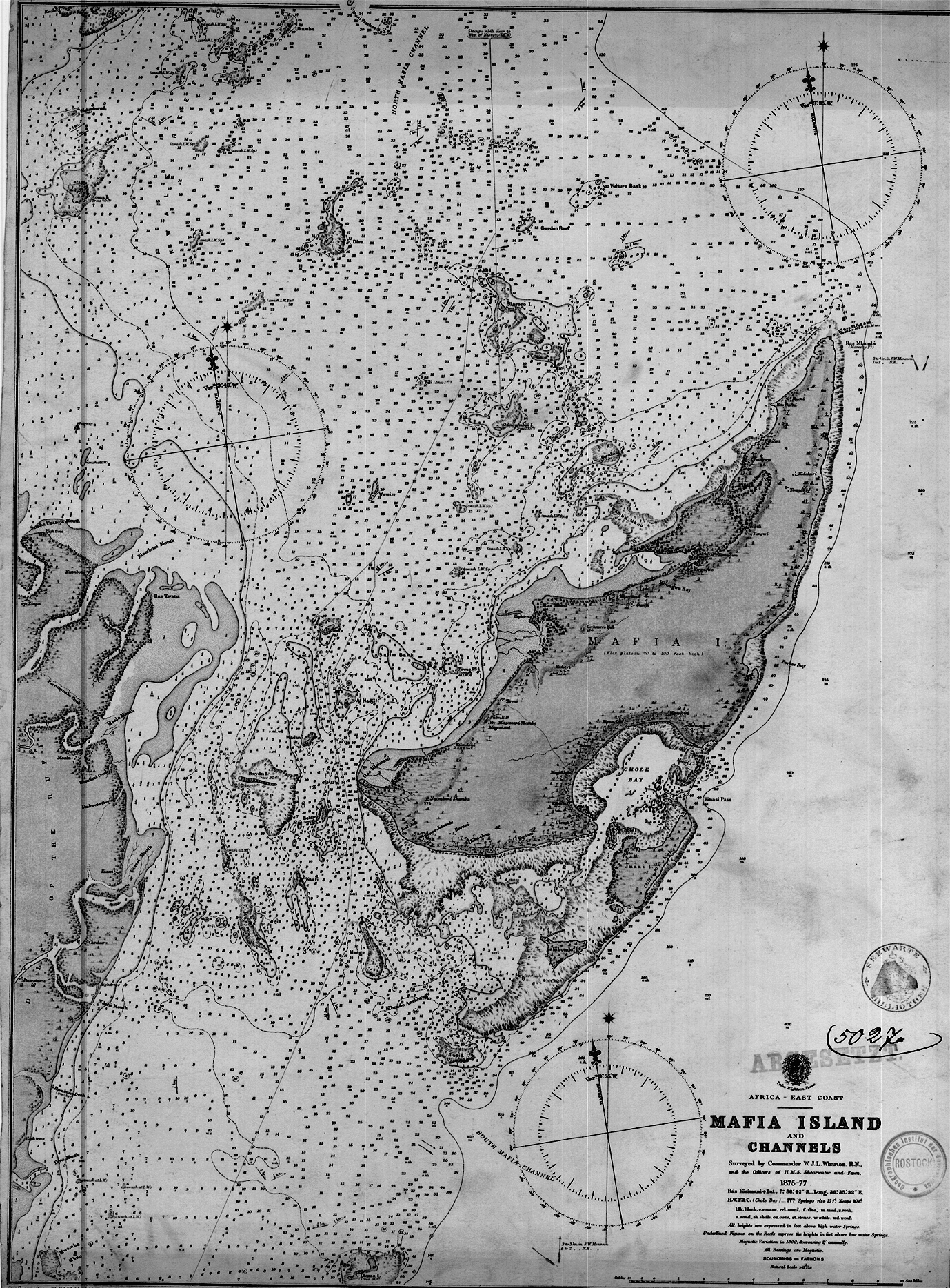
Alte Seekarte der Insel

Während des 16. und 17. Jahrhunderts war Portugal die vorherrschende Kolonialmacht im ostafrikanischen Raum, unterhielt jedoch nur an wenigen strategisch wichtigen Punkten befestigte Anlagen zur Kontrolle des Handels und zur Sicherung der Seewege nach Indien und den Molukken.
1698 unterlagen die Portugiesen omanischen Arabern, die von nun an das Gebiet zwischen Lamu und Kilwa, einschließlich Mafias, kontrollierten. Bei der Teilung des Sultanates Oman im 19. Jahrhundert gelangte Mafia zu Sansibar. Noch im deutsch-englischen Übereinkommen vom 29. Oktober 1886 erkannte Berlin die sansibarische Souveränität über Mafia sowie über einen 10 Meilen breiten Küstenstreifen auf dem Festland an.
Im deutsch-britischen Helgoland-Sansibar-Vertrag von 1890 sagte Großbritannien zu, auf den Sultan hinsichtlich einer Abtretung des Festlandsstreifens sowie der Insel an Deutschland einzuwirken. Demgemäß wurde 1892 eine Einigung erzielt, wonach das Reich nach einer Zahlung von 4 Millionen Reichsmark an den Sultan von Sansibar die Insel und den Streifen an der Festlandsküste übernahm, die zusammen mit den Erwerbungen der Deutsch-Ostafrikanischen Gesellschaft sowie weiteren Eroberungen die Kolonie Deutsch-Ostafrika bildeten.
Einige Monate nach Ausbruch des Ersten Weltkrieges besetzten am 10. Januar 1915 britische Einheiten die Insel Mafia, um von hier aus das im Delta des Rufijiflusses versteckte deutsche Kriegsschiff Königsberg auszuschalten. Die Landung erfolgte bei Ras Kisimani am Südwestzipfel der Insel. Die Verteidiger, drei Deutsche und zwanzig Askaris unter dem Befehl eines ansässigen Pflanzers, gaben den Kampf gegen sechs Kompanien der Briten nach fünf Stunden auf. Die Schutztruppenangehörigen wurden durch die Briten gefangen genommen. Lediglich einem Landsturmmann gelang die Flucht mit einer Dau nach Kilwa Kivinje.
Nach dem Ersten Weltkrieg wurde Mafia Teil des englischen Treuhandgebietes Tanganjika und erlangte mit diesem am 9. Dezember 1961 die Unabhängigkeit (seit 1964: Tansania).